# Лихолітський (заказник)
Лихолітський — ландшафтний заказник місцевого значення у Золотоніському районі Черкаської області.

## Опис
Площа 52,0 га. Як об'єкт природно-заповідного фонду створено рішенням Черкаської обласної ради від 25.10.2019 року № 32-41/VII.
Розташовано в адміністративних межах Іркліївської сільської громади, за межами населеного пункту Лихоліти.
Під охороною перебуває водойма та заплавний комплекс річки Ірклій із багатим видовим складом рослинних угруповувань.
Землекористувач та землевласник — Іркліївська сільська громада.